# Pseudotrichia viburnicola
Pseudotrichia viburnicola är en svampart som först beskrevs av P. Crouan & H. Crouan, och fick sitt nu gällande namn av Rossman 1987. Pseudotrichia viburnicola ingår i släktet Pseudotrichia, ordningen Pleosporales, klassen Dothideomycetes, divisionen sporsäcksvampar och riket svampar.   Inga underarter finns listade i Catalogue of Life.